# Lecteria (Psaronius) obscura
Lecteria (Psaronius) obscura is een tweevleugelige uit de familie steltmuggen (Limoniidae). De soort komt voor in het Neotropisch gebied.